# Estación de Calpe (TRAM Alicante)
Calpe es una parada del TRAM Metropolitano de Alicante donde presta servicio la línea 9. Está situada en la Urbanización La Estación II de Calpe.

## Localización y características
Se encuentra ubicada junto a la carretera a la estación, desde donde se accede. Dispone de dos andenes, dos vías y varios edificios de instalaciones que forman parte del antiguo complejo ferroviario. En la estación se detienen los nuevos trenes duales de la línea 9.

## Líneas y conexiones
| << Cabecera | < Estación    | Línea | Estación > | Cabecera >> |
| ----------- | ------------- | ----- | ---------- | ----------- |
| Benidorm    | Olla de Altea |       | Benissa    | Denia       |

Enlace con las líneas de Autobuses Ifach: L1, Estación-Calpe-Playas, y L2, Estación-Calpe-Parque de la Vallesa.